# Museo Mécanique
El Musée Mécanique (Museo Mecánico) es un museo interactivo con fines de lucro propiedad y administrado por Dan Zelinsky de artefactos y juegos de arcade de centavo del siglo XX, ubicado en Fisherman's Wharf en San Francisco, California. Con más de 300 máquinas mecánicas, es una de las colecciones privadas más grandes del mundo.

## Historia
El propietario original, Ed Zelinsky, comenzó a coleccionar a los 11 años. Sus juegos se exhibieron en la década de 1920 en Playland. En 1972, Playland cerró y Musée Mécanique se convirtió en parte del Área Recreativa Nacional Golden Gate. El museo se mudó al sótano de Cliff House, a solo unas pocas cuadras al norte y al otro lado de la Gran Carretera desde el sitio de Playland. El hijo de Zelinsky, Dan Zelinsky, tomó un trabajo temporal en la década de 1970 manteniendo la colección.
Apareció en la película de 2001 The Princess Diaries y en un episodio de 2011 del programa de televisión japonés GameCenter CX.[cita requerida]

### Fisherman's Wharf
En 2002, cuando comenzaron las renovaciones de Cliff House, el Servicio de Parques Nacionales anunció planes para trasladarlotemporalmente a Fisherman's Wharf. Una parte de los 14 millones se dedicó a trasladar el museo, con el apoyo del Servicio de Parques Nacionales, el Área Recreativa Nacional Golden Gate y el propietario del museo, Ed Zelinsky.
La mudanza provocó protestas de los habitantes de San Francisco. Se creó una petición en línea oponiéndose a ella, con más de 12.000 firmas. Muchos de los manifestantes creían que el dinero no estaba disponible para financiar la mudanza y las renovaciones, y muchos tenían fuertes sentimientos sobre el significado histórico y nostálgico del museo a partir de su historia en Playland. Desconociendo el estatus lucrativo del museo, muchos de ellos intentaron donar al museo para mantenerlo en su ubicación actual. A pesar de la frustración del público, el gerente del museo, Dan Zelinsky, se mostró entusiasmado con la medida y comprendió las conexiones históricas y emocionales que los lugareños tenían con el museo: "Tienes que entender que la gente creció con este tipo de máquinas". . . . Para la generación anterior, estos eran los videojuegoss. Muchos visitantes los conocen de su infancia, pero cuando cruzan esa puerta, están retrocediendo en el tiempo". Los planes originales estaban programados para que el museo regresara al Área de recreación en 2004 al finalizar la construcción, pero el museo permanece en Fisherman's Wharf. A pesar del amor de los lugareños por la ubicación original, National Public Radio la describió como "estrecha, ruidosa, húmeda y un poco sucia".

### Actualidad
Las máquinas requieren un mantenimiento constante y algunas han sido objeto de importantes restauraciones. Más de 100.000 visitantes al año visitan el museo. La entrada es gratuita, pero los visitantes deben pagar para usar cada juego. En 2011 , US News & World Report calificó al Musée Mécanique como una de las tres mejores "cosas para hacer en San Francisco". SF Weekly lo llamó el "Mejor arcade de la vieja escuela" de 2011.
La colección se vio amenazada el 23 de mayo de 2020 cuando se produjo un incendio a las cuatro de la mañana en Fisherman's Wharf. Destruyó un almacén, pero se extinguió antes de llegar al museo.

## Collection
El museo tiene una colección de más de 300 juegos mecánicos y dispositivos de diversión, incluidas cajas de música, adivinos que funcionan con monedas, mutoscopios, videojuegos, probadores de amor, pianolas, peep shows, fotomatones, dioramas y pinball.s máquinas. Muestra alrededor de 200 de ellos en su ubicación actual.
El museo tiene muchas piezas raras e históricas. Un gran diorama de un carnaval ambulante con una rueda de la fortuna y otras atracciones ocupa su centro. También posee lo que se cree que es la única motocicleta a vapor del mundo, construida en Sacramento, en 1912. El diorama de Royal Court presenta parejas de baile de salón y se presentó en la Exposición Internacional Panamá-Pacífico. Laffing Sal, que ha sido descrito como "famosamente espeluznante", es un autómata risueño de 6 pies de altura. El museo también posee una colección de máquinas hechas con palillos de dientes por prisioneros en San Quentin.

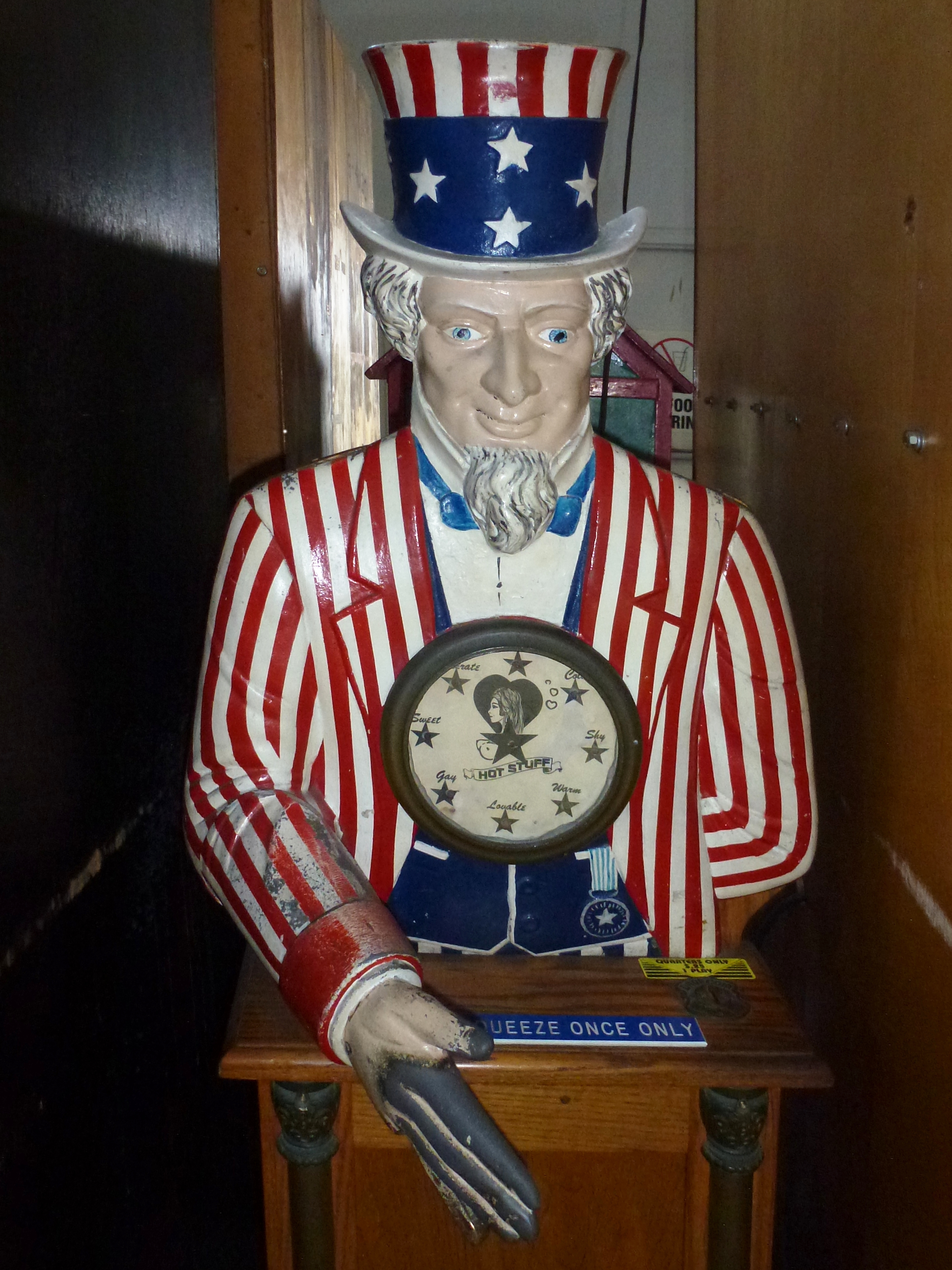
Juego de carnaval del Tío Sam... Medidor de cosas calientes
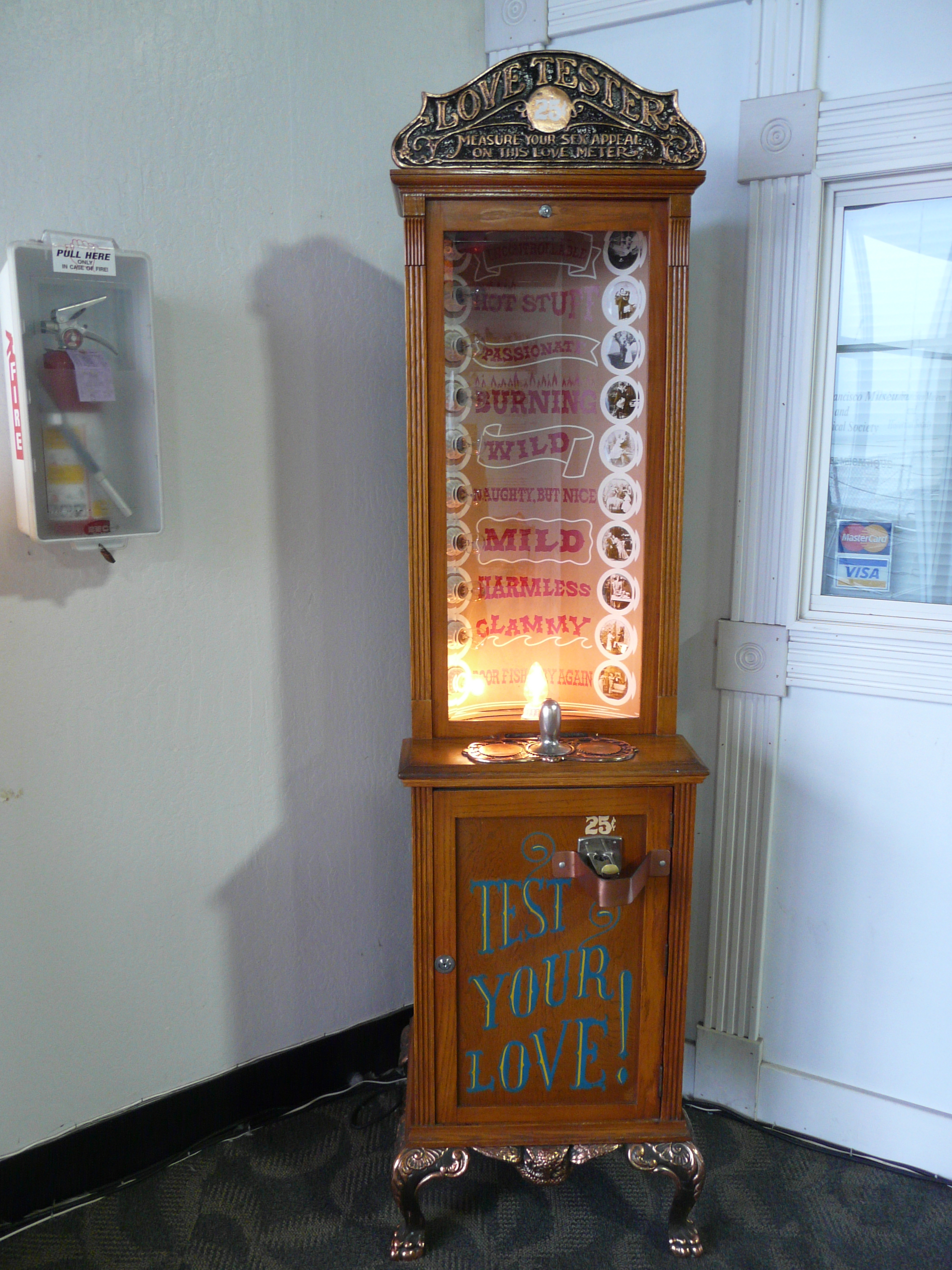
Máquina probadora de amor
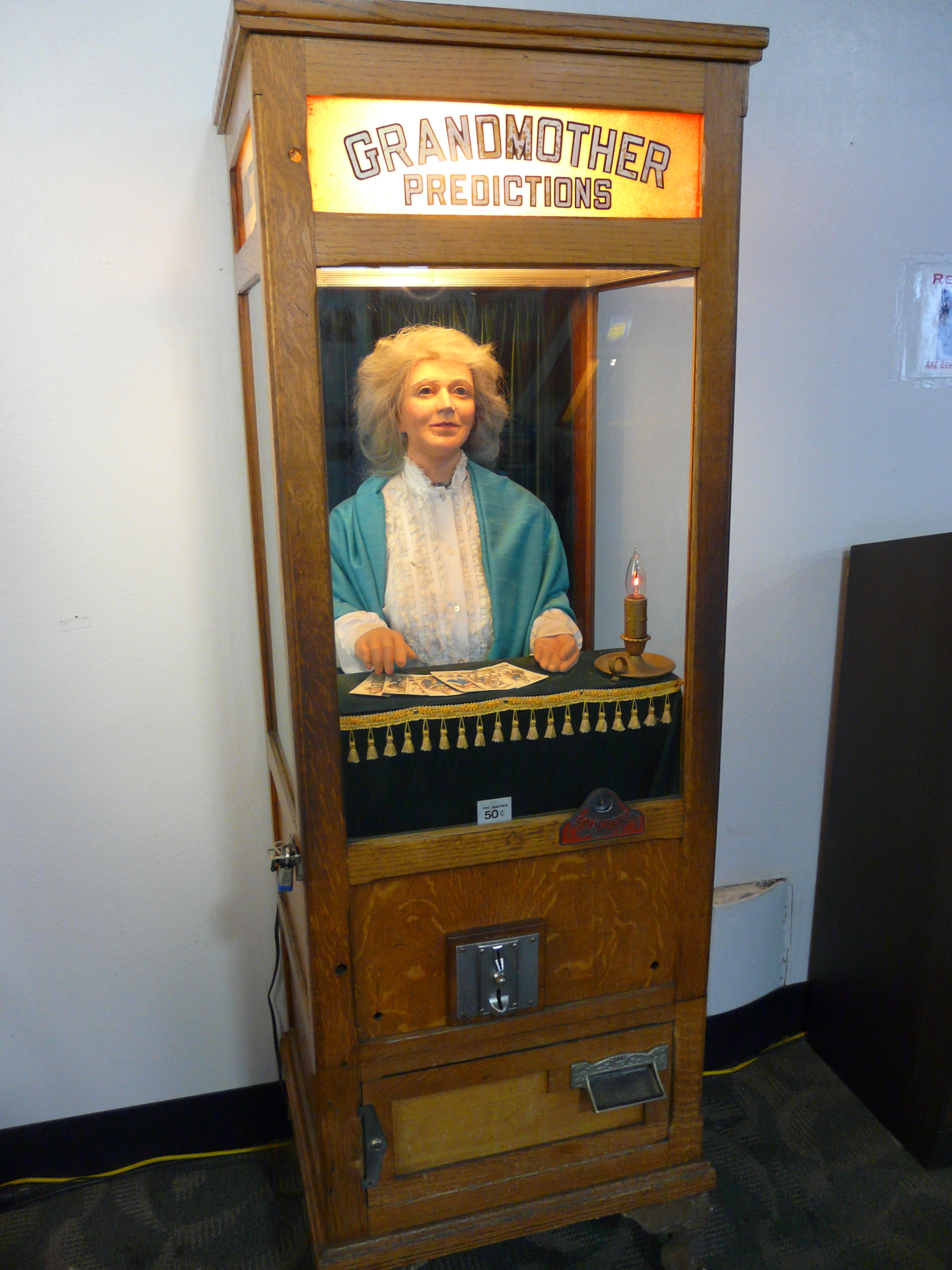
Abuela adivina máquina
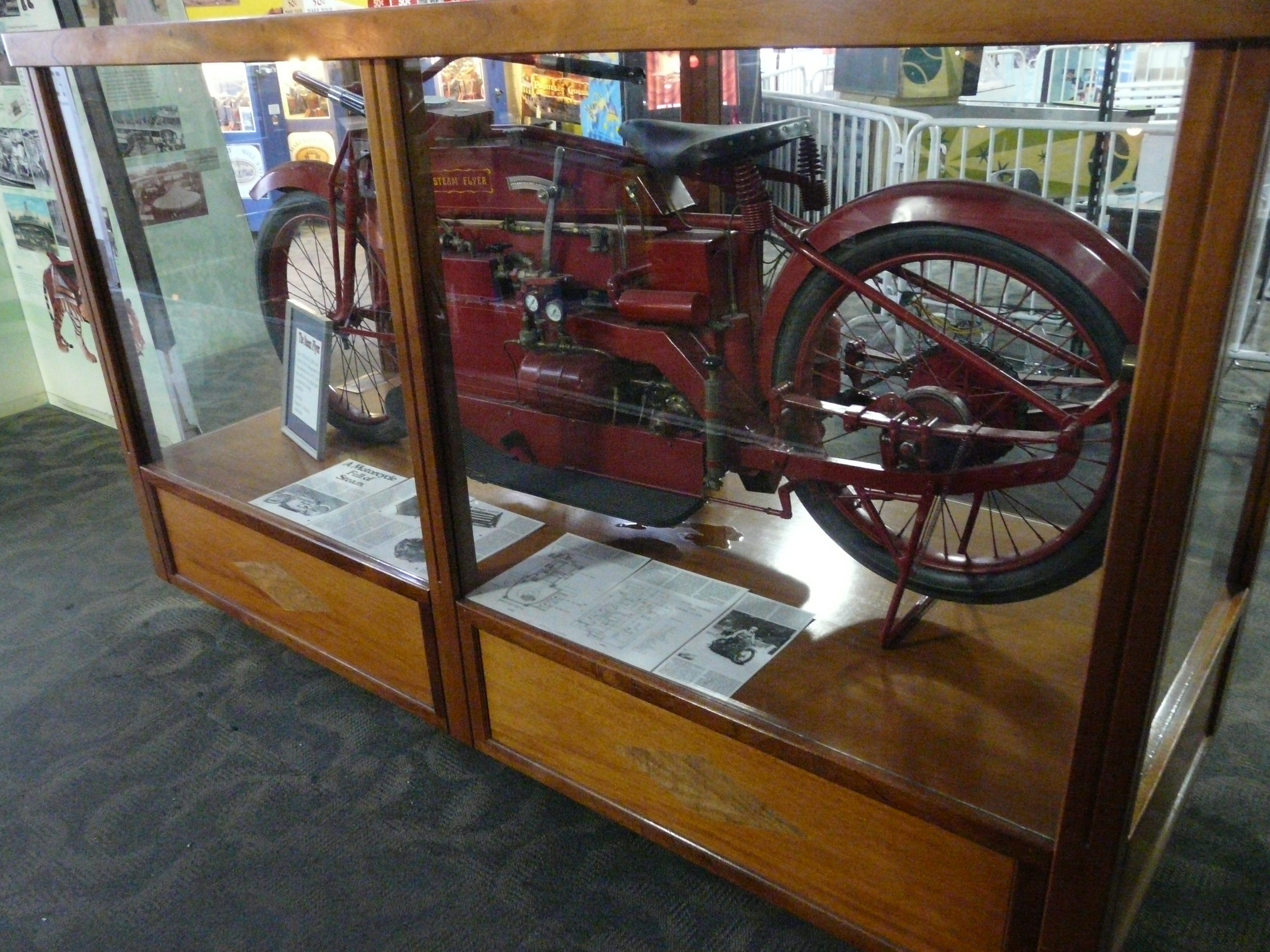
motocicleta a vapor
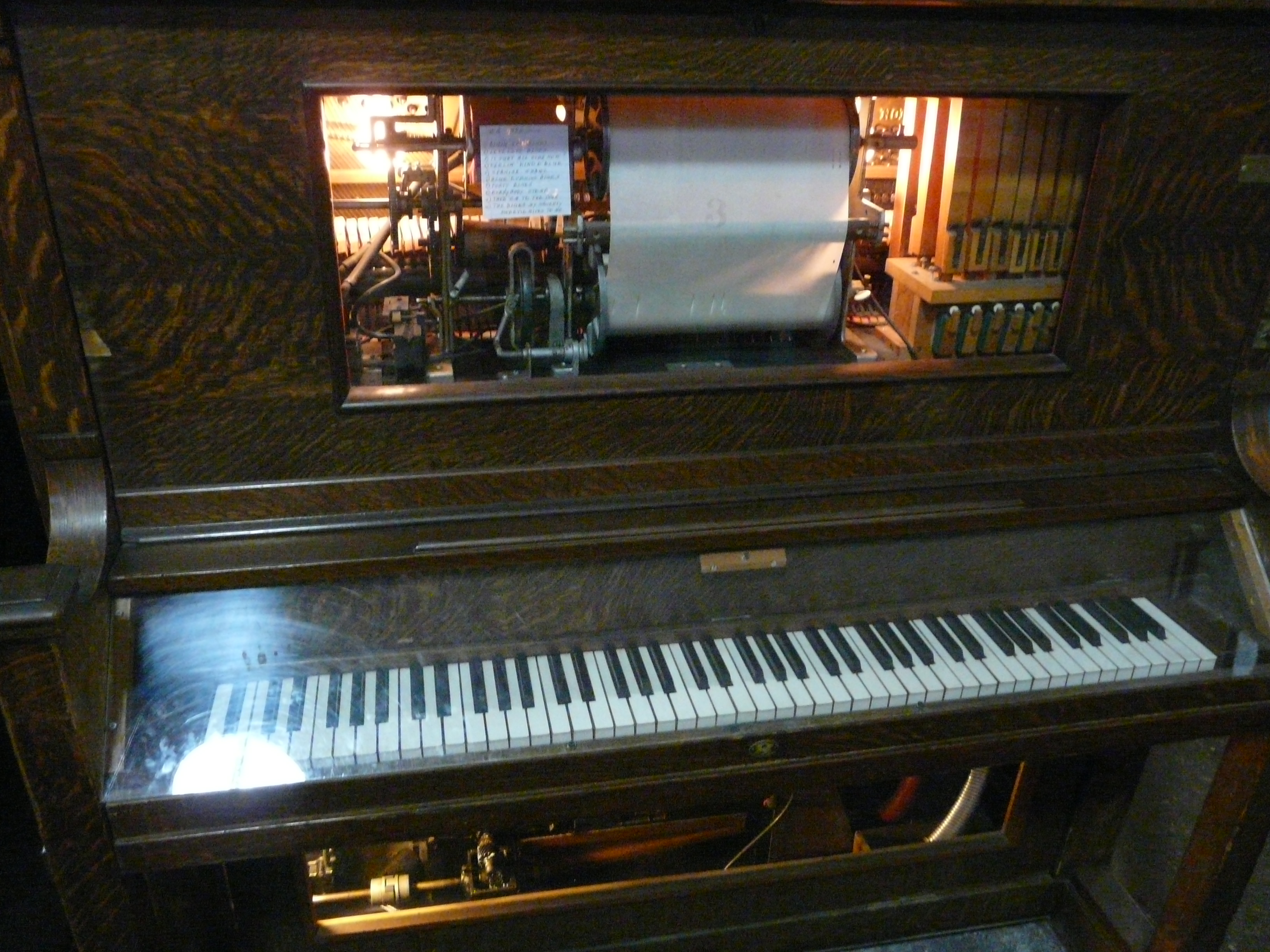
Pianola
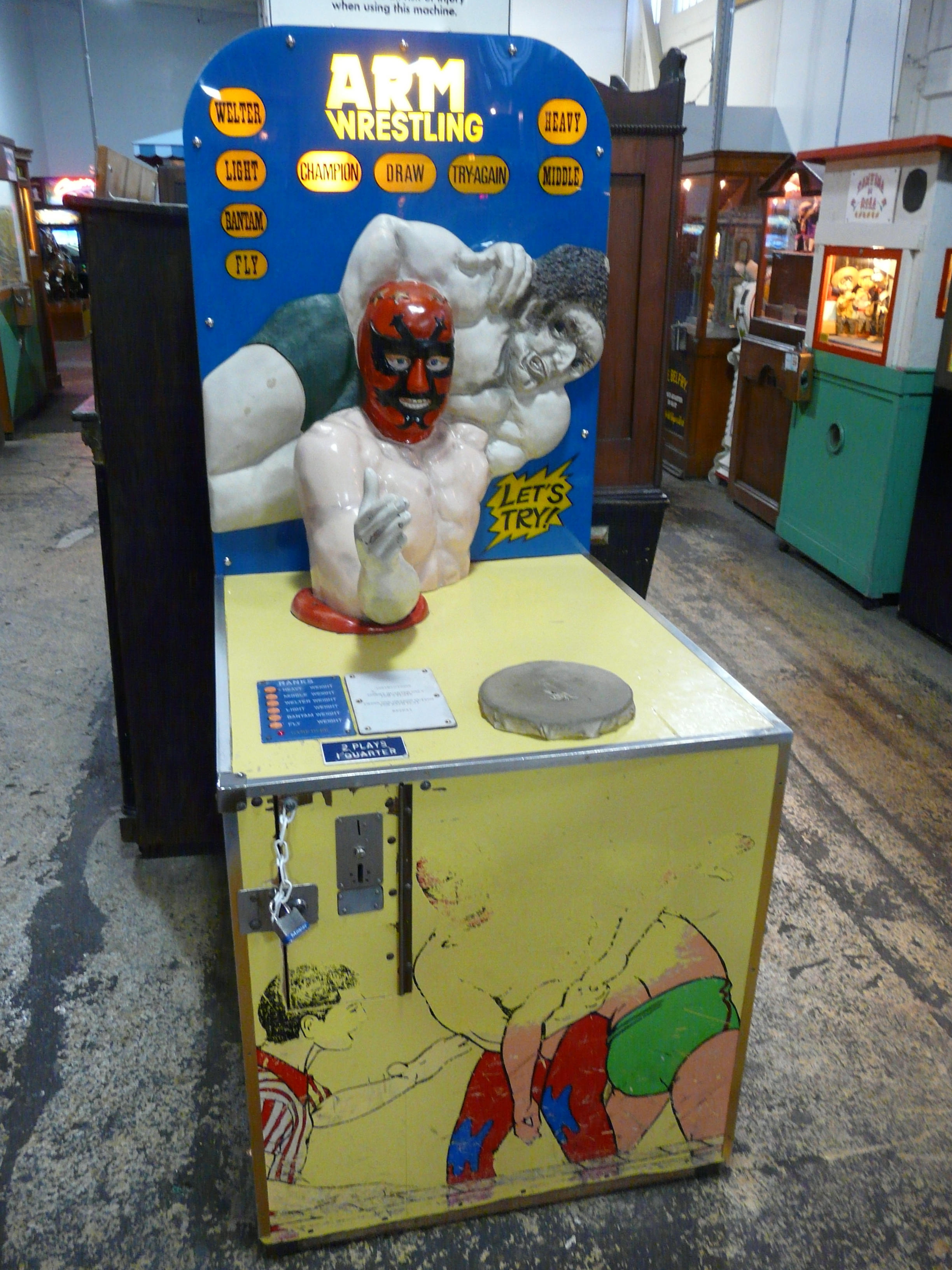
Brazo luchador
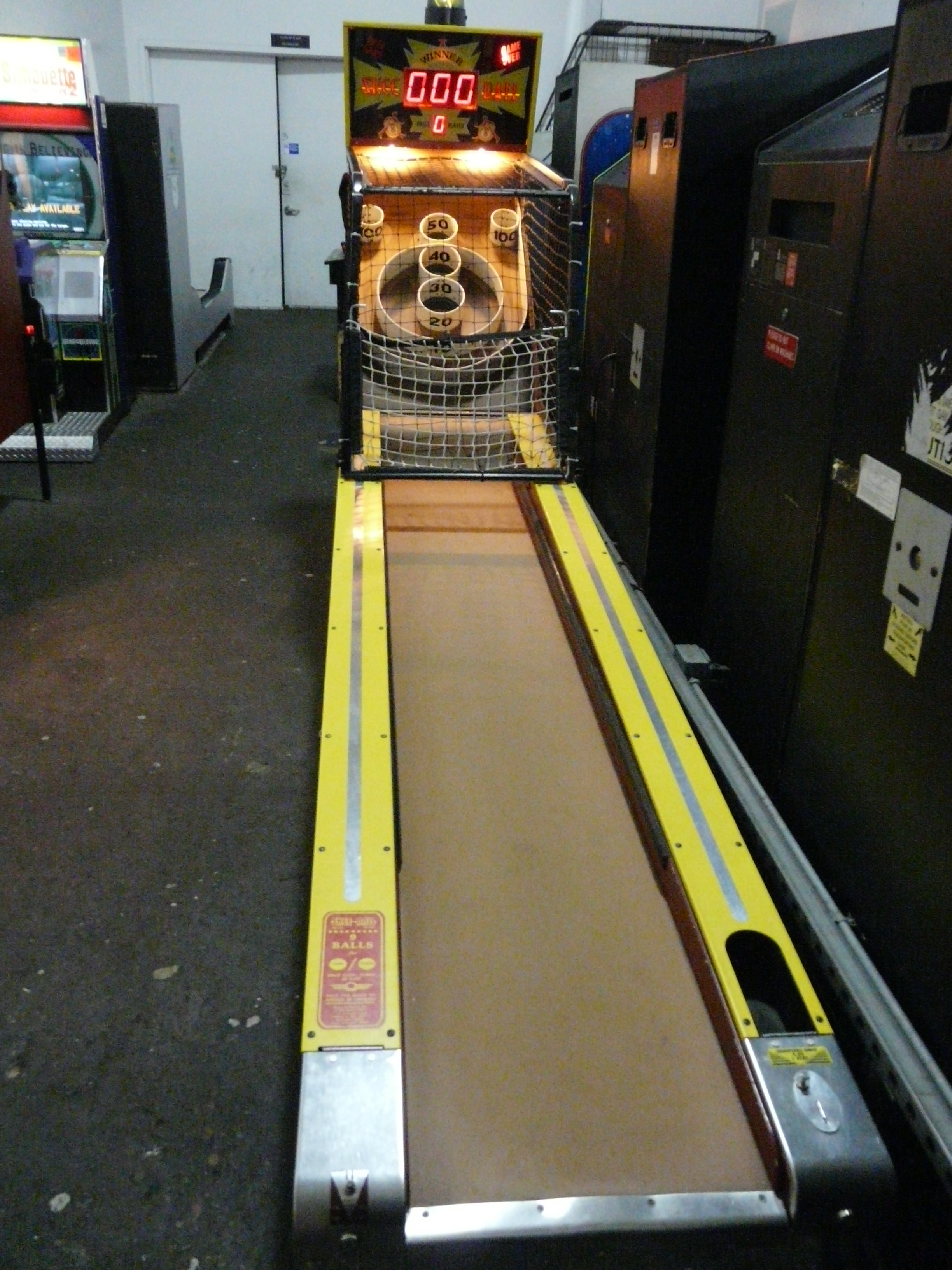
Bola Skee
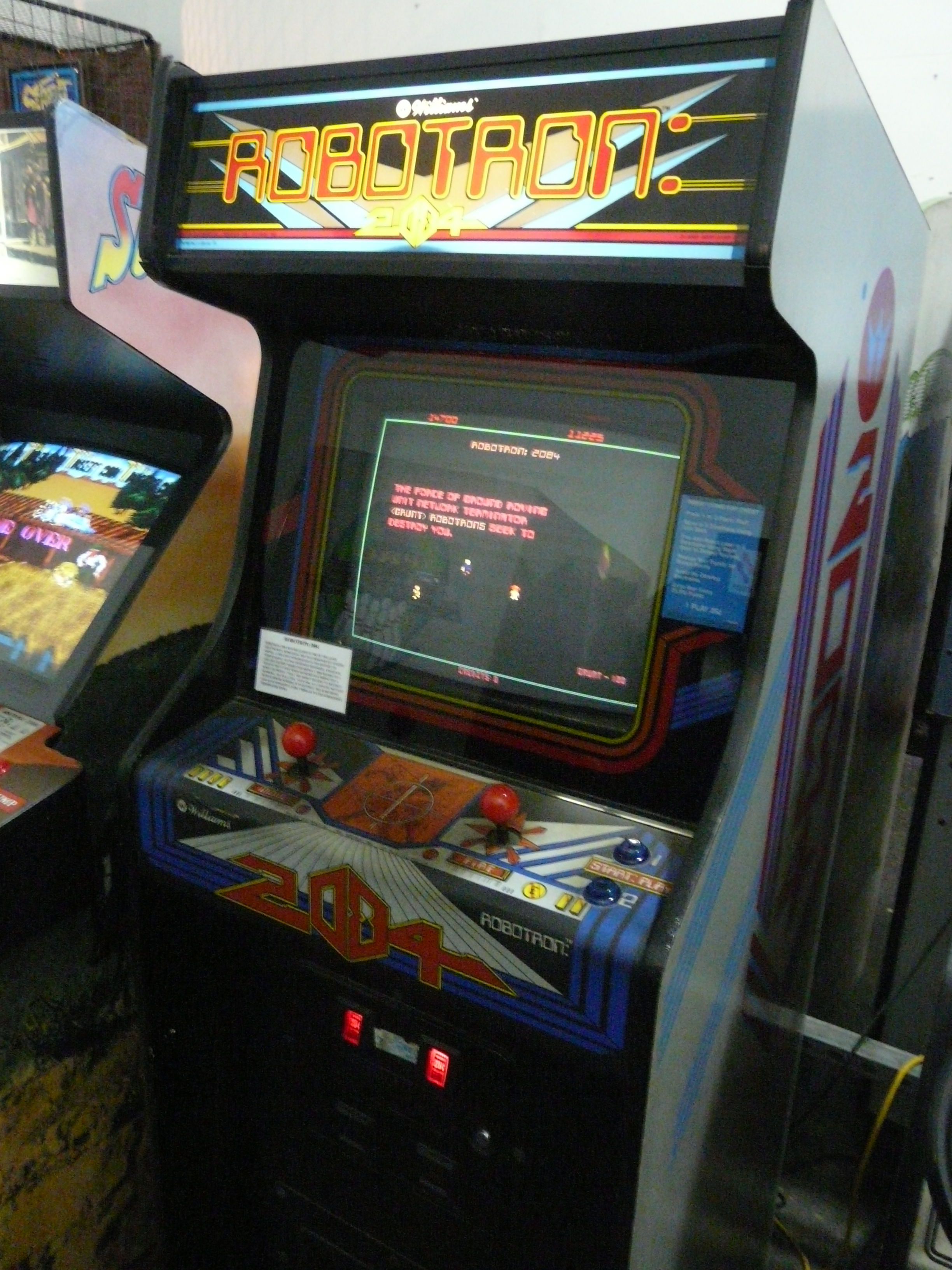
Robotron: 2084 videojuego
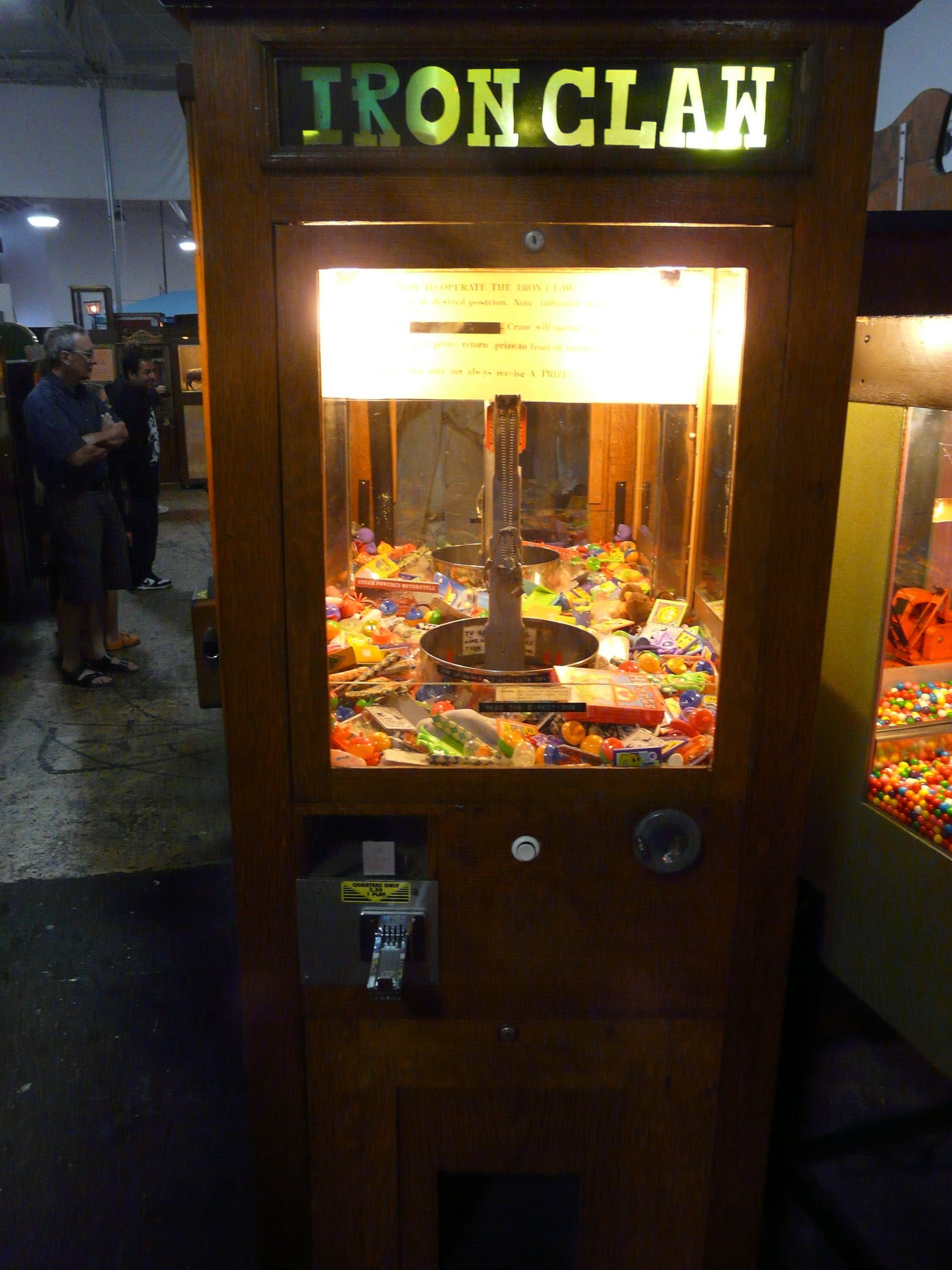
juego de garras
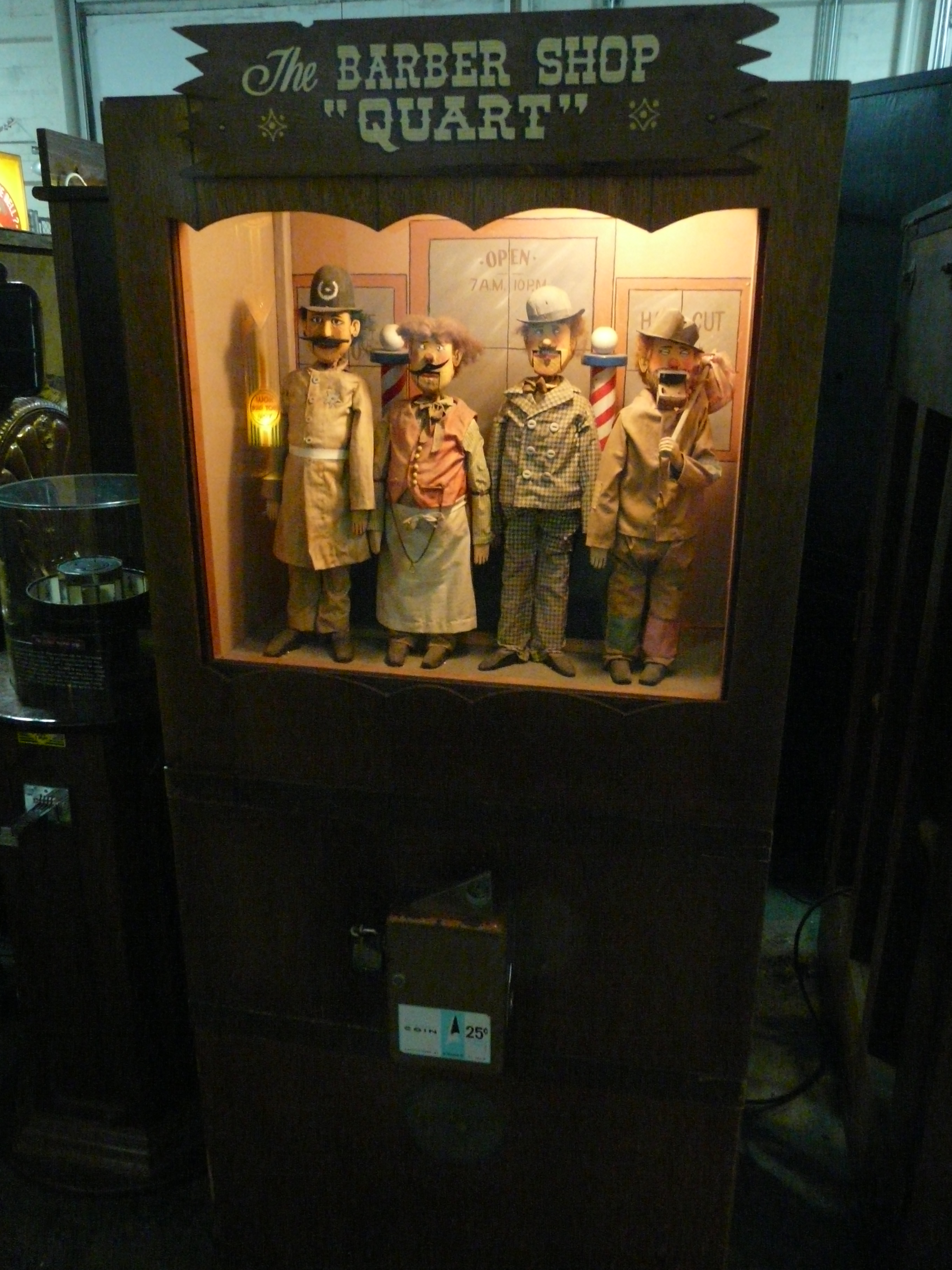
La Peluquería "Quart"
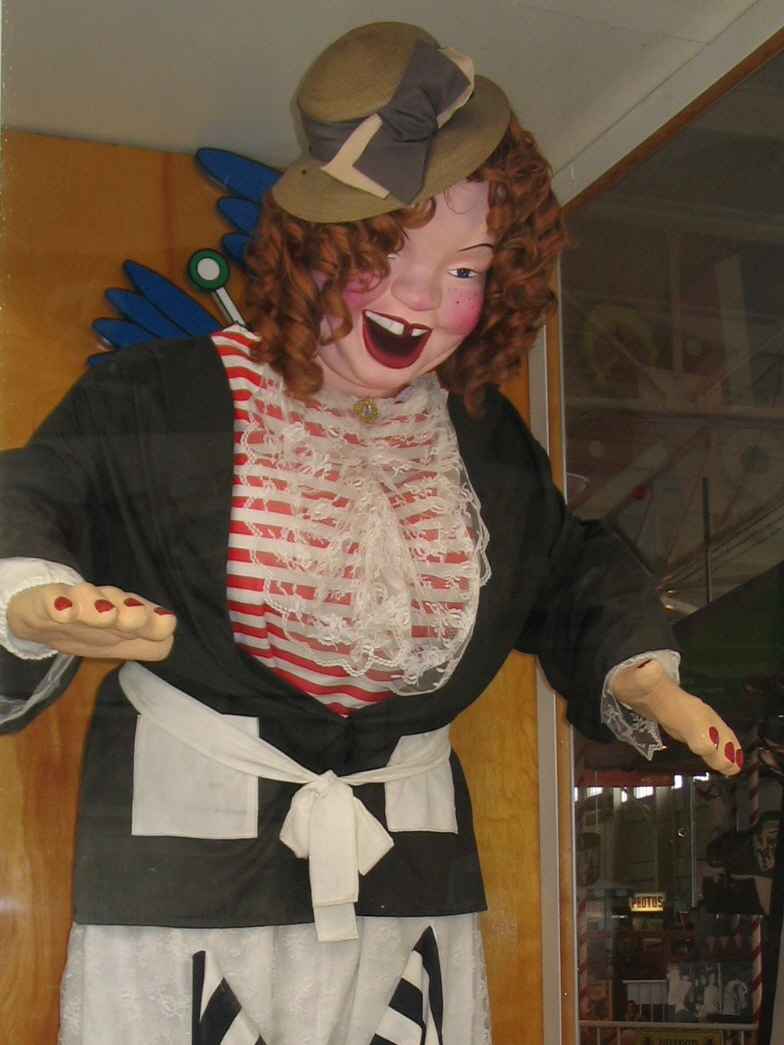
Laffing Sal
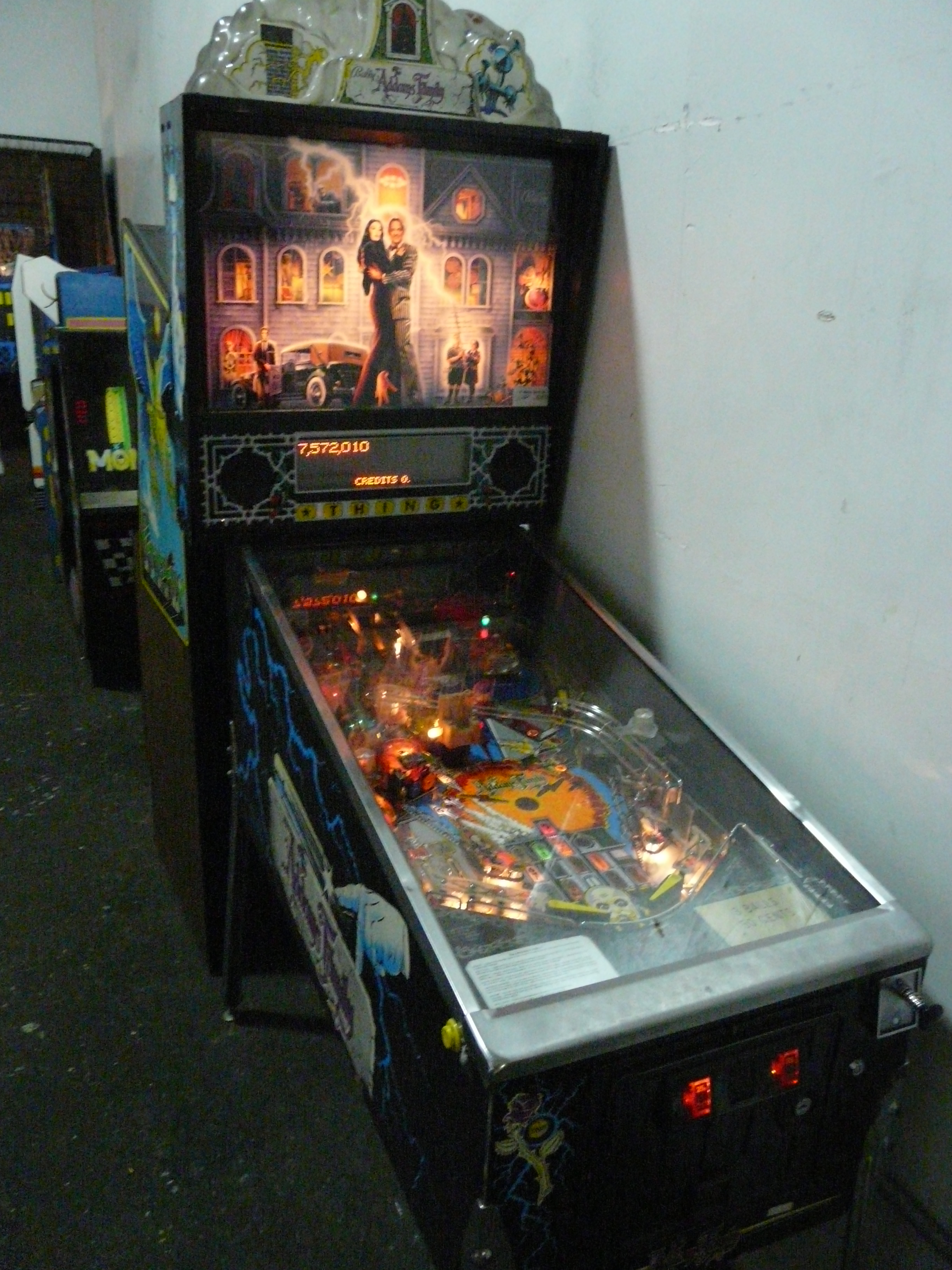
El pinball de la familia Addams
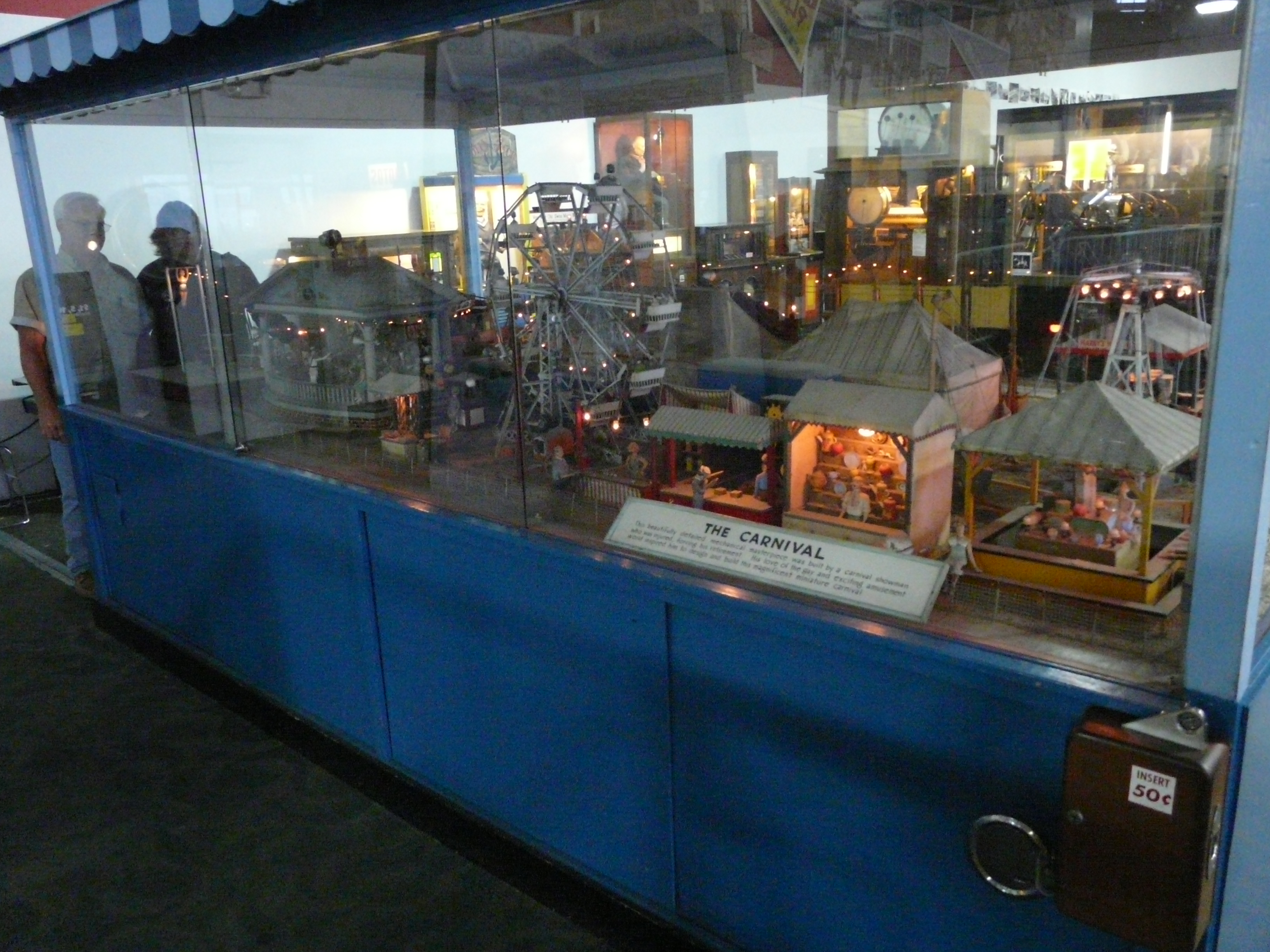
Caja de música de carnaval de Playland